# Amstel Gold Race 2021
55. ročník jednodenního cyklistického závodu Amstel Gold Race se konal 18. dubna 2021 v Nizozemsku. Vítězem se stal Belgičan Wout van Aert (Team Jumbo–Visma), jenž v cíli těsně přesprintoval Brita Toma Pidcocka (Ineos Grenadiers). Pódium uzavřel na třetím místě Němec Maximilian Schachmann z týmu Bora–Hansgrohe.

## Týmy
Závodu se zúčastnilo celkem 25 týmů. Všech 19 UCI WorldTeamů bylo pozváno automaticky a muselo se zúčastnit závodu. Společně s šesti UCI ProTeamy tak utvořili startovní peloton složený z 25 týmů.

### UCI WorldTeamy
- AG2R Citroën Team
- Astana–Premier Tech
- Bora–Hansgrohe
- Cofidis
- Deceuninck–Quick-Step
- EF Education–Nippo
- Groupama–FDJ
- Ineos Grenadiers
- Intermarché–Wanty–Gobert Matériaux
- Israel Start-Up Nation
- Lotto–Soudal
- Movistar Team
- Team Bahrain Victorious
- Team BikeExchange
- Team DSM
- Team Jumbo–Visma
- Team Qhubeka Assos
- Trek–Segafredo
- UAE Team Emirates

### UCI ProTeamy
- Alpecin–Fenix
- Arkéa–Samsic
- Bingoal Pauwels Sauces WB
- Gazprom–RusVelo
- Sport Vlaanderen–Baloise
- Uno-X Pro Cycling Team

## Výsledky
| Pořadí | Jezdec                      | Tým                     | Čas        |
| ------ | --------------------------- | ----------------------- | ---------- |
| 1      | Wout van Aert (BEL)         | Team Jumbo–Visma        | 5h 03’ 27” |
| 2      | Tom Pidcock (GBR)           | Ineos Grenadiers        | + 0”       |
| 3      | Maximilian Schachmann (GER) | Bora–Hansgrohe          | + 0”       |
| 4      | Michael Matthews (AUS)      | Team BikeExchange       | + 3”       |
| 5      | Alejandro Valverde (ESP)    | Movistar Team           | + 3”       |
| 6      | Julian Alaphilippe (FRA)    | Deceuninck–Quick-Step   | + 3”       |
| 7      | Kristian Sbaragli (ITA)     | Alpecin–Fenix           | + 3”       |
| 8      | Matej Mohorič (SLO)         | Team Bahrain Victorious | + 3”       |
| 9      | Michał Kwiatkowski (POL)    | Ineos Grenadiers        | + 3”       |
| 10     | Tosh Van Der Sande (BEL)    | Lotto–Soudal            | + 3”       |